# Список футбольних стадіонів Англії

Нижче представлений список англійських футбольних стадіонів, відсортованих по місткості.
В Англії існує величезна кількість футбольних стадіонів і полів, тому цей список не є повним. Він включає в себе всі стадіони з місткістю понад 10 000.

## Нині існуючі стадіони
| Місце | Стадіон                    | Місткість | Клуб                    | Дивізіон                                                   | Місце у відпов. дивізіоні | Примітки |
| ----- | -------------------------- | --------- | ----------------------- | ---------------------------------------------------------- | ------------------------- | --- |
| 1     | Вемблі                     | 90000     | Збірна Англії з футболу | Стадіон збірної                                            | н / д                     | Найбільший стадіон в країні, найдорожчий стадіон у світі. |
| 2     | Олд Траффорд               | 75797     | Манчестер Юнайтед       | Прем'єр-ліга                                               | 1                         | Найбільший стадіон в англійському клубному футболі. Відомий також як «Театр мрії». |
| 3     | Емірейтс                   | 60 432    | Арсенал                 | Прем'єр-ліга                                               | 2                         | Відомий також як «Ешбертон Грув». Найбільший клубний стадіон у Лондоні. |
| 4     | Сент-Джеймс Парк           | 52409     | Ньюкасл Юнайтед         | Прем'єр-ліга                                               | 1                         | Третій за місткістю клубний стадіон в англійському футболі. |
| 5     | Стедіум оф Лайт            | 48707     | Сандерленд              | Чемпіонат Футбольної ліги                                  | 3                         | Є дозвіл на будівельні роботи по розширенню Південної трибуни, що може збільшити місткість стадіону до 55 500. Другий ярус, який може бути зведений на Східній трибуні в разі узгодження будівельних поліпшень, збільшить місткість стадіону до 69 500. |
| 6     | Етіхад Стедіум             | 47405     | Манчестер Сіті          | Прем'єр-ліга                                               | 4                         | Відомий також як «Істлендс». Спочатку був побудований до Ігор Співдружності 2002 року. Найширше поле в англійському футболі. |
| 7     | Енфілд                     | 45276     | Ліверпуль               | Прем'єр-ліга                                               | 5                         | Передбачається будівництво нового стадіону «Стенлі Парк» місткістю 60 000, що наразі відкладене до поліпшення економічної ситуації в клубі. |
| 8     | Вілла Парк                 | 42789     | Астон Вілла             | Чемпіонат Футбольної ліги                                  | 6                         | На стадіоні одна з найбільших в Європі трибун за воротами. |
| 9.    | Стемфорд Бридж             | 42449     | Челсі                   | Прем'єр-ліга                                               | 7                         | Нещодавно завершилася реконструкція Західної трибуни, яка тепер складається з трьох ярусів. «Стемфорд Брідж» є другим за висотою стадіоном в Англії. |
| 10    | Гудісон Парк               | 40157     | Евертон                 | Прем'єр-ліга                                               | 8                         | «Евертон» планує будівництво нового стадіону місткістю 55 000. |
| 11    | Гіллсборо                  | 39814     | Шеффілд Венсдей         | Чемпіонат Футбольної ліги                                  | 2                         | Місце трагедії на Гіллсборо. |
| 12    | Елланд Роуд                | 39460     | Лідс Юнайтед            | Чемпіонат Футбольної ліги                                  | 1                         | |
| 13    | Вайт Гарт Лейн             | 36310     | Тоттенхем Готспур       | Прем'єр-ліга                                               | 9.                        | У планах будівництво нового стадіону місткістю 58 000 на північ від «Уайт Харт Лейн». |
| 14    | Болейн Граунд (Аптон Парк) | 35303     | Вест Гем Юнайтед        | Прем'єр-ліга                                               | 10                        | В планах розширення стадіону до 55 000 місць. |
| 15    | Ріверсайд                  | 35100     | Мідлсбро                | Чемпіонат Футбольної ліги                                  | 3                         | Клуб має дозвіл міської ради на розширення стадіону на 7 000 місць в разі виникнення такої необхідності. |
| 16    | Прайд Парк                 | 33597     | Дербі Каунті            | Чемпіонат Футбольної ліги                                  | 4                         | Клуб заявив про намір розширити стадіон до 44 000 місць до початку сезону 2008/09. |
| 17    | Бремолл Лейн               | 32702     | Шеффілд Юнайтед         | Чемпіонат Футбольної ліги                                  | 5                         | В планах розширення стадіону до 40 000 місць. |
| 18    | Сент-Меріс                 | 32689     | Саутгемптон             | Прем'єр-ліга                                               | 2                         | Найбільший стадіон Південної Англії, розташований не в Лондоні. |
| 19    | Ріко Арена                 | 32609     | Ковентрі Сіті           | Ліга 2                                                     | 6                         | Показники середньої відвідуваності домашніх матчів клубу по відношенню до місткості стадіону є одними з найгірших. |
| 20    | Кінг Павер                 | 32500     | Лестер Сіті             | Прем'єр-ліга                                               | 7                         | В планах розширення стадіону до більш ніж 50 000 місць в разі проведення в Англії чемпіонату світу 2018 року. |
| 21    | Івуд Парк                  | 31367     | Блекберн Роверс         | Ліга 1                                                     | 11                        | В планах розширення стадіону до 40 000 місць. |
| 22    | Сіті Граунд                | 30602     | Ноттінгем Форест        | Чемпіонат Футбольної ліги                                  | 8                         | У планах будівництво нового стадіону місткістю 50 000 місць при виїзді з міста. Будівництво нового стадіону залежить від того, чи прийме Англія чемпіонат світу 2018 року; у випадку, якщо не прийме, то Головна трибуна «Сіті Граунд» буде реконструйована. |
| 23    | Портмен Роуд               | 30311     | Іпсвіч Таун             | Чемпіонат Футбольної ліги                                  | 9.                        | Найбільший стадіон у Східній Англії. |
| 24    | Сент-Ендрюс                | 30009     | Бірмінгем Сіті          | Чемпіонат Футбольної ліги                                  | 12                        | |
| 25    | Юніверсіті оф Болтон       | 28723     | Болтон Вондерерс        | Чемпіонат Футбольної ліги                                  | 13                        | |
| 26    | Молінью                    | 28525     | Вулверхемптон Вондерерс | Чемпіонат Футбольної ліги                                  | 14                        | Клуб планує збільшити місткість стадіону до 40 000. |
| 27    | Бет365                     | 28383     | Сток Сіті               | Прем'єр-ліга                                               | 15                        | |
| 28    | Готорнс                    | 28003     | Вест Бромвіч Альбіон    | Прем'єр-ліга                                               | 10                        | Найвищий над рівнем моря стадіон. |
| 29    | Веллі                      | 27111     | Чарльтон Атлетік        | Ліга 1                                                     | 3                         | Після повернення команди в Прем'єр-лігу буде розширений до 40 000 місць. |
| 30    | Кардіфф Сіті Стедіум       | 26828     | Кардіфф Сіті            | Чемпіонат Футбольної ліги                                  | 11                        | Клуб розташований в Уельсі, але виступає в Футбольної лізі Англії. |
| 31    | Крейвен Коттедж            | 26600     | Фулгем                  | Чемпіонат Футбольної ліги                                  | 16                        | В планах розширення до 35 000 місць. |
| 32    | Селгерст Парк              | 26309     | Крістал Пелес           | Прем'єр-ліга                                               | 12                        | В планах розширення стадіону до 32 000 місць. |
| 33    | Керроу Роуд                | 26034     | Норвіч Сіті             | Чемпіонат Футбольної ліги                                  | 4                         | |
| 34    | Дарлінгтон Арена           | 25500     | Дарлінгтон              | Північна Конференція                                       | 1                         | Найбільший стадіон в Лізі 2. |
| 35    | KC Стедіум                 | 25404     | Галл Сіті               | Чемпіонат Футбольної ліги                                  | 17                        | На стадіоні також виступає регбійний клуб «Халл». В планах розширення стадіону до 32 500 місць. |
| 36    | Ді-Дабл-Ю                  | 25138     | Віган Атлетик           | Ліга 1                                                     | 18                        | На стадіоні також виступає регбійний клуб «Віган Уорріорс». |
| 37.   | Веллі Перейд               | 25136     | Бредфорд Сіті           | Ліга 1                                                     | 2                         | Другий за місткістю стадіон в Лізі 2. |
| 38    | Нью-Йорк                   | 25000     | Ротергем Юнайтед        | Ліга 1                                                     | 3                         | |
| 39    | Кірклес                    | 24500     | Гаддерсфілд Таун        | Прем'єр-ліга                                               | 5                         | На стадіоні також виступає регбійний клуб «Гаддерсфілд Джайентс». |
| 40    | Мадейскі                   | 24161     | Редінг                  | Чемпіонат Футбольної ліги                                  | 13                        | На стадіоні також виступає регбійний клуб «Лондон Айріш». Отримано дозвіл на розширення до 38 000 місць. |
| 41    | Оуквелл                    | 23009     | Барнслі                 | Чемпіонат Футбольної ліги                                  | 14                        | |
| 42    | Терф Мур                   | 22546     | Бернлі                  | Прем'єр-ліга                                               | 19                        | В планах збільшення місткості стадіону до 35 000 місць. |
| 43    | Вейл Парк                  | 22356     | Порт Вейл               | Ліга 2                                                     | 4                         | З моменту спорудження в 1950 році також відомий як «Уемблі Півночі». |
| 44    | Діпдейл                    | 24000     | Престон Норт Енд        | Чемпіонат Футбольної ліги                                  | 15                        | Найстаріший футбольний стадіон у світі, що безперервно використовується в клубних матчах. На стадіоні розташований Національний футбольний музей (що містить Зал слави англійського футболу). Нещодавно було завершено зведення «павільйону невразливих», що збільшило місткість стадіону до 24 000.                                                            |
| 45    | Стадіон МК                 | 22000     | Мілтон Кінс Донс        | Ліга 1                                                     | 6                         | В планах розширення до 32 000. |
| 46    | Ештон Гейт                 | 21548     | Брістоль Сіті           | Чемпіонат Футбольної ліги                                  | 16                        | У планах клубу переїзд на новий стадіон місткістю 30 000 з можливістю розширення до 40 000. |
| 47    | Гоум Парк                  | 20922     | Плімут Аргайл           | Ліга 1                                                     | 17                        | |
| 48    | Фраттон Парк               | 20688     | Портсмут                | Ліга 1                                                     | 20                        | Найменший стадіон у Прем'єр-лізі. В планах переїзд на новий стадіон місткістю 36 000. Також існує можливість збільшення місткості стадіону на 9000 місць в разі проведення в Англії чемпіонату світу з футболу і потрапляння Портсмута в список міст-учасників. В такому разі місткість стадіону складе 45 000 місць, що перевищить місткість «Стемфорд Брідж». |
| 49    | Ліберті Стедіум            | 20592     | Суонсі Сіті             | Прем'єр-ліга                                               | 18                        | Знаходиться в Уельсі, але клуб виступає в Футбольної лізі Англії. |
| 50    | Медоу Лейн                 | 20300     | Ноттс Каунті            | Ліга 2                                                     | 5                         | Одна з найбільших одноярусних трибун в нижніх дивізіонах. На стадіоні також виступає регбійний клуб «Ноттінгем». |
| 51    | Ден                        | 20146     | Міллуолл                | Чемпіонат Футбольної ліги                                  | 7                         | |
| 52    | Вікерейдж Роуд             | 19920     | вотфорд                 | Прем'єр-ліга                                               | 19                        | Місткість стадіону була зменшена з метою безпеки. В планах розширення місткості до 23 000. Передбачена можливість реконструкції Головної трибуни, що збільшить місткість стадіону до 30 000. |
| 53    | Лофтус Роуд                | 19148     | Куїнз Парк Рейнджерс    | Чемпіонат Футбольної ліги                                  | 20                        | |
| 54    | Кноузлі Роуд               | 17500     | Сент-Хеленс Таун        | Прем'єр-дивізіон Футбольної ліги північно-західних графств | 1                         | На стадіоні також виступає регбійний клуб «Сент-Хеленс». Найбільший стадіон за межами чотирьох вищих дивізіонів. В планах переїзд на новий стадіон місткістю 18 000. |
| 55    | Прентон Парк               | 16789     | Транмер Роверс          | Національна Конференція                                    | 8                         | |
| 56    | Брентон Парк               | 16651     | Карлайл Юнайтед         | Ліга 2                                                     | 9.                        | В планах модернізація стадіону. |
| 57    | Каунті Граунд              | 15728     | Свіндон Таун            | Ліга 2                                                     | 10                        | У перспективі може бути розширений до 24 000 місць. |
| 58    | Рейскорс Граунд            | 15500     | Рексгем                 | Національна Конференція                                    | 1                         | Найбільший стадіон у Національній конференції і найбільший футбольний стадіон за межами чотирьох вищих дивізіонів. |
| 59    | Лондон Роуд                | 15314     | Пітерборо Юнайтед       | Ліга 1                                                     | 21                        | Голова «Пітерборо Юнайтед» заявив про плани переїзду на новий стадіон місткістю 25 000. |
| 60    | Кіпмоут                    | 15231     | Донкастер Роверз        | Ліга 1                                                     | 22                        | Може бути розширений до 20 000. |
| 61    | Баундері Парк              | 13624     | Олдем Атлетік           | Ліга 1                                                     | 11                        | У 2006 році було оголошено про плани з реконструкції стадіону. |
| 62    | Кінгстон Парк              | 13500     | Ньюкасл Блу Стар        | Прем'єр-дивізіон Північної Прем'єр-ліги                    | 1                         | На стадіоні також виступають «Ньюкасл Фалконс» і резервісти «Ньюкасл Юнайтед». |
| 63    | Гріффін Парк               | 12763     | Брентфорд               | Чемпіонат Футбольної ліги                                  | 12                        | В планах переїзд на новий 20-тисячний стадіон в Кю Бридж. |
| 64    | Кассам Стедіум             | 12500     | Оксфорд Юнайтед         | Ліга 1                                                     | 2                         | |
| 65    | Рутс Голл                  | 12392     | Саутенд Юнайтед         | Ліга 1                                                     | 13                        | На 2010 рік запланований переїзд на стадіон «Фоссеттс Фарм». |
| 65    | Міжнародний стадіон        | 12000     | Гейтсгед                | Національна конференція                                    | 3                         | Третій за величиною стадіон за межами п'яти вищих дивізіонів. |
| 65    | Меморіал Стедіум           | 11724     | Бристоль Роверз         | Ліга 1                                                     | 14                        | В планах розширення стадіону до 18500 місць. На стадіоні також виступає регбійний клуб «Брістоль». |
| 66    | Ґігг Лейн                  | 11669     | Бері                    | Ліга 1                                                     | 6                         | Також є домашнім стадіоном клубу «Юнайтед оф Манчестер», виступаючого в Першому дивізіоні Північної Прем'єр-ліги. |
| 67    | Прістфілд                  | 11582     | Джіллінгем              | Ліга 1                                                     | 15                        | В кінці 1990-х стадіон було реконструйовано, через що його місткість знизилася з 20 000 до 11 582. |
| 68    | Дін Курт                   | 11360     | Борнмут                 | Прем'єр-ліга                                               | 7                         | Існує можливість розширення до 15 000. |
| 69    | Бескот                     | 11300     | Волсолл                 | Ліга 1                                                     | 16                        | |
| 70    | Еджелі Парк                | 10852     | Стокпорт Каунті         | Північна Конференція                                       | 17                        | Також є домашнім стадіоном регбійного клубу «Сейл Шаркс». |
| 71    | Спотленд Стедіум           | 10249     | Рочдейл                 | Ліга 1                                                     | 8                         | |
| 72    | Кенілуорт Роуд             | 10226     | Лутон Таун              | Ліга 2                                                     | 4                         | |
| 73    | Сінсі Бенк                 | 10127     | Лінкольн Сіті           | Ліга 2                                                     | 9.                        | |
| 74    | Александра Стедіум         | 10118     | Кру Александра          | Ліга 2                                                     | 10                        | |
| 75 =  | Адамс Парк                 | 10 000    | Віком Вондерерс         | Ліга 2                                                     | 18                        | |
| 75 =  | Філд Мілл                  | 10 000    | Мансфілд Таун           | Національна конференція                                    | 5                         | |
| 75 =  | Лі Спортс Вілладж          | 10 000    | Лі Дженесіс             | Прем'єр-дивізіон Північної Прем'єр-ліги                    | 2                         | Також є домашнім стадіоном регбійного клубу «Лі Центуріонс». |
| 75 =  | Колчестер Ком'юніті        | 10 000    | Колчестер Юнайтед       | Ліга 1                                                     | 19                        | Може бути розширений до 22 000. |